# Patrick Ekeng
Patrick Claude Ekeng Ekeng (Yaoundé, 26 marzo 1990 – Bucarest, 6 maggio 2016) è stato un calciatore camerunese, di ruolo centrocampista.

## Biografia
Il 6 maggio 2016, durante il secondo tempo contro il Viitorul Costanza, Ekeng crolla a terra all'improvviso senza nessun contatto con un altro calciatore, a 7 minuti dall'entrata in campo, per un arresto cardiaco. Vani sono stati i tentativi dei medici presenti e viene dichiarato morto dopo un'ora e mezza di tentativi di rianimazione.